# ديميتار إيلييف
ديميتار إيلييف هو لاعب كرة قدم بلغاري في مركز الدفاع، ولد في 22 يوليو 1999 في بلغاريا. لعب مع لودوغورتس رازغراد.

## وصلات خارجية
- ديميتار إيلييف على موقع قاعدة بيانات كرة القدم.إي يو (الإنجليزية)
- ديميتار إيلييف على موقع Soccerway.com (الإنجليزية)